# 메자세포켓몬마스터
〈노려라 포켓몬 마스터〉(일본어: めざせポケモンマスター 메자세 포케몬 마스타[*])는 일본의 성우 겸 가수인 마츠모토 리카의 4번째 싱글이다. 1997년 6월 28일에 피카츄 레코드에서 발매됐다.

## 수록곡
1. 노려라 포켓몬 마스터(めざせポケモンマスター) [4:12]
  - 작사: 토다 아키히토, 작곡: 타나카 히로카즈, 편곡: 와타나베 체루, 코러스 편곡: 후지사와 히데키
  - 노래: 마츠모토 리카, 연주: THE JADOES

오프닝 애니메이션은 포켓몬 쇼크의 영향을 받아서 방송 재개 후에는 애니메이션의 일부가 변경되어있다.
2. 151(ひゃくごじゅういち) [4:00]
  - 편곡: 와타나베 체로, 코러스 편곡: 후지사와 히데키
  - 노래: 이시즈카 운쇼-오키드 박사 역), 포켓몬 키즈), 연주: THE JADOES

151은 당시의 포켓몬 총 수, 엔딩 애니메이션은 피카츄가 몬스터볼을 배팅한다는 것
3. 포켓몬 말할 수 있을까나?(ポケモン言えるかな?) [4:22]
  - 작사: 토다 아키히토, 작곡 · 편곡: 타나카 히로카즈, 기타: 덴다 카즈마사
  - 노래: 이마쿠니?, 코러스: 포켓몬 키즈(코러스), 나레이션: 오하시 히로코(나레이션), MC: 레이몬드 존슨

이마쿠니?가 포켓몬의 이름을 랩조로 가는 곡, 등장하는 포켓몬 이름은 초기의 151종류, 마지막의 1종류는 결번이지만, 마지막에 존재만으로 시사되고 있다.
4. 잘자, 나의 피카츄(おやすみ ぼくのピカチュウ) [4:26]
  - 작사: 토다 아키히토, 작곡: 타나카 히로카즈, 편곡: 이와사키 모토요시, 기타:우스이 토시아키 , 하모니카: 야기 노부오
  - 노래: 마츠모토 리카(by the courtesy of sony Records.), 코러스: 히로타니 준코
5. 노려라 포켓몬스터 (오리지널 카라오케) [4:11]

## 타이업
- TV 애니메이션 《포켓몬스터》 첫 오프닝, TV 도쿄계 애니메이션 《포켓몬스터》 첫 오프닝 (#1)
- TV 애니메이션 《포켓몬스터》 첫 엔딩 (#2)
- TV 애니메이션 《포켓몬스터》 이미지 송 (#4)

## 커버 리메이크

### 〈노려라 포켓몬 마스터〉
오리지널과 같은 가수로 〈노려라 포켓몬 마스터'98〉, 〈노려라 포켓몬 마스터2001〉라는 리메이크판이 발표되고, 각각 《극장판 포켓몬스터: 뮤츠의 역습》, 《극장판 포켓몬스터: 세레비 시간을 초월한 만남》의 오프닝 테마로 쓰였다.
그 외에 아래의 가수로 커버되고 있다.
- coba, 마츠모토 리카 〈노려라 포켓몬 마스터2002〉(《극장판 포켓몬스터: 물의 도시의 수호신 라티아스와 라티오스》 오프닝 테마)
- Whiteberry(싱글 《숨바꼽질》 수록, 《포켓몬스터》 4번째 오프닝 테마)
- Saku, 마츠모토 리카 〈노려라 포켓몬 마스터 - 20th anniversary〉(《극장판 포켓몬스터: 너로 정했다!》, 《포켓몬스터 썬&문》 2번째 오프닝 테마)

또, 《포켓몬 핀볼》에서도 편곡되며, 게임에 역수입되었다(게임이 원작의 애니메이션으로 주제가가 게임에 사용되는 것은 거의 없다).

### 〈포켓몬 말할 수 있을까나?〉
오리지널과 같은 가수로, 가사를 일부 변경한 〈포켓몬 말할 수 있을까나 Baby?〉라는 리메이크판이 발표되고, 《포켓몬 카드 GB》의 광고 노래에 쓰였다.
그 외, 아래의 가수로 커버되고 있다.
- 피치카토 파이브(《Çà et là du Japon》 수록）
오리지널판과 가수가 게스트로 참가한 어레인지판(가사는 그대로). 일부의 파트는 노미야 마키(피치카토 파이브)와 함께 부르고 있다.
- KABA.짱 with 유쾌한 친구×3 〈포켓몬 말할 수 있을까나? 2004〉 (가사를 일부 변경)

또, 2000년(헤이세이12년)에는 〈포켓몬 말할 수 있을까나?〉의 속편으로 멜로디가 다른 〈포켓몬 말할 수 있을까neo?〉가 발표됐다. 이쪽도 그 후에 커버되고 있다.
- 이마쿠니?, 저지우양, 스즈키 시로, 안농 코러스대 〈포켓몬 말할 수 있을까나neo?〉(가사는 포켓몬스터 금ㆍ은으로만 구성된다. )

2011년에는 츠루노 타케시가 부르는 포켓몬 말할 수 있을까나?BW가 애니메이션 엔딩곡으로 채용됐다. 이쪽은 잇슈 지방(한국명은 하나지방)(포켓몬스터 블랙·화이트)에 출현하는 포켓몬으로만 구성된다. 지금까지와는 멜로디도 다른 랩이 되고 있다.
| A멜로디 1 | A멜로디 1   | → | B멜로디 1, 후렴1 | B멜로디 1, 후렴1 | → | A멜로디 2 | A멜로디 2   | → | B멜로디2, 후렴2 | B멜로디2, 후렴2 | → | C멜로디 1 | C멜로디 1  |
|           | 가단조 (Am) | → |                  | 가장조 (A)       | → |           | 가단조 (Am) | → |                 | 가장조 (A)      | → |           | 다장조 (C) |

| 간주 | 간주        | → | 간주', 대후렴 | 간주', 대후렴 | → | C멜로디 2 | C멜로디 2  | → | 후주 | 후주        |
|      | 가단조 (Am) | → |               | 가장조 (A)    | → |           | 다장조 (C) | → |      | 가단조 (Am) |

| TV 애니메이션 《포켓몬스터》 오프닝 테마 1997년 4월 1일(1화) ~ 1999년 1월 21일(82화) |                                        |                                          |
| -                                                                                    | 마츠모토 리카 〈노려라 포켓몬 마스터〉 | 다음 곡: 마츠모토 리카 〈라이벌!〉       |
| TV 애니메이션 《포켓몬스터》 엔딩 테마 1997년 4월 1일(1화) ~ 1997년 9월 30일(27화)   |                                        |                                          |
| -                                                                                    | 이시즈카 운쇼 〈151〉                  | 다음 곡: 이누야마 이누코 〈냐스의 노래〉 |